# 毛利秀就
毛利秀就（日语：／ Mōri Hidenari，1595年10月18日—1651年2月24日）是江戶時代的大名。長州藩第初代藩主。父親是毛利輝元，母親是兒玉元良之女清泰院，幼名松壽丸。

## 生涯
文祿四年（1595年）10月18日於安藝國（現在的廣島縣）出生。早於文祿三年（1594年），由於40歲的毛利輝元膝下無兒，豐臣秀吉有意將羽柴秀俊（亦即後來的小早川秀秋）作為養子送進毛利家繼承。但由於小早川隆景認為秀俊的器量不足以繼承毛利家，重視毛利氏家血統的小早川隆景於是面謁秀吉，建議將輝元的堂弟毛利秀元（毛利元就四男穗井田元清長子）作為輝元的養子繼承毛利家，自己則接受秀俊為養子繼承小早川家。因為毛利秀就的出生，毛利輝元令毛利秀元獨立成為大名，在周防國吉敷郡、長門國及安藝國佐伯郡獲得20萬石領地，建立長府藩。
慶長四年（1599年）毛利秀就成為豐臣秀賴近侍，並由秀賴作為烏帽子親元服，賜豐臣姓，受領偏諱取「秀」字及曾祖父毛利元就的名諱取「就」一字而名秀就。
慶長五年（1600年），關原之戰後德川家康將毛利輝元改易至周防、長門兩國，而毛利氏家督可以繼續存續，改易後石高大減封為37萬石。其後輝元剃髮出家號幻庵宗瑞，將家督讓予嫡男秀就，秀就成為長州藩主。慶長九年（1604年），開始於長門國興建萩城作為居城。慶長十三年（1608年），受大御所德川家康之命娶家康次男結城秀康之女喜佐姬作為正室，作為越前松平家一門稱松平長門守。慶長二十年（1615年）大坂之陣作為德川方參戰。
元和九年（1623年）父親輝元正式隱居，秀就成為獨立的藩主，藩政其後由毛利秀元、益田元祥、清水景治擔當，秀就幾乎不掌權。然而秀就與秀元漸生齟齬。寬永八年（1631年）秀元辭去後見人職務，二人對立深刻化。寬永九年（1632年）由秀就之義兄弟吉川廣正（吉川廣家之子，娶毛利輝元之女為妻）擔任後見人，實際藩政已委任於重臣，秀元之辭任象征著以藩主秀就為中心的權利體系建立。秀元曾經引誘秀就幼弟毛利就隆脫離長州藩獨立，但失敗而回。寬永十一年（1634年）因秀元自作主張拒絕了江戶城建設任務的緣故，幕府在憂慮此事態下作出仲裁，終於在寬永十三年（1636年）促使兩人和睦，對立才終止。
慶安四年（1651年）1月5日，毛利秀就以五十七歲之齡去世，由四子毛利綱廣繼承藩主之位。

## 家庭
- 妻： 喜佐姬（1601-1655） - 德川家康之孫、結城秀康之長女、德川秀忠的養女[2]
  - 長女： 登佐姬（1617-1677） - 或作加滿姬[2]。松平光長之妻，婚姻日為寬永8年（1631年）7月23日[2]。延寶5年8月22日（1677年9月18日）在江戶鍛冶橋邸中死去，年61歲，法名為廣國院殿玉雲惠顏大禪定尼，墓所在東京青松寺[2]
  - 長男： 松壽丸（?-1623） - 早逝，元和9年2月7日（1623年3月7日）在江戶櫻田邸中去世，法名為松雲院殿清秀宗珪童子，墓所為東京瑞聖寺[9]
  - 次男： 和泉守（?-1627） - 早逝，寬永4年6月7日（1627年7月19日）在江戶櫻田邸中去世，法名為宮傳院殿實叟了心大童子[9]
  - 次女： 竹姬（?-1679） - 鷹司房輔之妻，婚姻日為明曆2年（1656年）9月16日[9]。延寶7年11月8日（1679年12月10日）在京都去世，法名為高政院殿寂然貞心大姊，墓所為京都嵯峨二尊院[9]
  - 三男： 大吉丸（?-1630） - 初名宮市丸。早逝，寬永7年9月16日（1630年10月21日）在江戶櫻田邸中去世，法名為如雲良幻禪童子，墓所為東京泉岳寺[9]
  - 三女： おあぐり（?-1636） - 早逝，寬永13年2月13日（1636年3月20日）在江戶去世，法名為最華院殿妙盛信女，墓所為東京芝愛宕町真福寺[10]
  - 四男： 毛利綱廣（1639-1689） - 長州藩第2代藩主[10]
- 生母不明
  - 男子： （?-1624） - 系圖沒記載的人物，根據高野山安養院過去帳[10]。元和9年11月22日（1624年1月12日）去世，法名為月照院幻珪霞夢[10]
  - 女子： （?-1625） - 系圖沒記載的人物，根據高野山安養院過去帳[10]。寬永2年10月13日（1625年11月12日）去世，法名為正心院日性大姊[10]
  - 女子： （?-?） - 系圖沒記載的人物，根據高野山安養院過去帳[10]。法名為實性院妙心信女[10]
  - 男子： （?-?） - 系圖沒記載的人物，根據高野山安養院過去帳[11]。法名為真知院露溪珠泡大童子[11]

## 出典
1. 1 2 3 4  時山彌八編 1916，第85頁.
2. 1 2 3 4 5 6 7 8 9 10  時山彌八編 1916，第86頁.
3. 1 2 3 4  吉田 1976，第235頁.
4. ↑  時山彌八編 1916，第84頁.
5. ↑  時山弥八編 1916，第84頁.
6. 1 2  時山弥八編 1916，第86頁.
7. ↑  兒玉幸多 & 北島正元監修 1976，第362-363頁.
8. ↑  兒玉、P362 - P363。
9. 1 2 3 4 5  時山彌八編 1916，第87頁.
10. 1 2 3 4 5 6 7 8  時山彌八編 1916，第88頁.
11. 1 2  時山彌八編 1916，第89頁.